# Neivamyrmex carinifrons
Neivamyrmex carinifrons é uma espécie de formiga do gênero Neivamyrmex.